# Мисс Америка 1922
Мисс Америка 1922 (англ. Miss America 1922) — 2-й национальный конкурс красоты, проводимый в США. Во время «ревю купания», все были одеты в купальный наряд, включая мэра Атлантик-Сити и всю полицию.
Победительницей конкурса стала представительница штата Огайо — Мэри Кэтрин Кэмпбелл.

## Результаты
| Итоговый результат | Участницы                             |
| ------------------ | ------------------------------------- |
| Мисс Америка 1922  | - Огайо — Мэри Кэтрин Кэмпбелл        |
| 1-я Вице Мисс      | - Мисс Америка 1921 — Маргарет Горман |
| Профессионал       | - Нью-Йорк — Дороти Кнапп             |
| Любитель           | - Филадельфия — Глэдис Гринмейер      |
| Вечернее Платье    | - Индиана — Тельма Блоссом            |

## Примечание
1. ↑  Queens of Beauty Hold Court at Atlantic City. Syracuse Herald. 17 сентября 1922. p. Art Section 1.
2. ↑  'Miss America' Is Ohio Girl. Sandusky Star Journal. 9 сентября 1922. p. 7.
3. ↑  Miss Indianapolis Much Admired, But Ohio Girl Is Winner. Indianapolis Star. 8 сентября 1922. p. 2.
4. ↑  Columbus, Ohio, Girl Is Crowned Miss America. The Bridgeport Telegram. 17 сентября 1922. p. 1.
5. ↑  Miss America History 1922. Дата обращения: 13 апреля 2012. Архивировано 16 апреля 2012 года.

### Второстепенные источники
- Saulino Osborne, Angela. Miss Americas and their Courts // Miss America The Dream Lives On (неопр.). — Taylor Publishing Company, 1995. — ISBN 0-87833-110-7.

## Ссылка
- Официальный сайт «Мисс Америка»